# Bert Esselink
Bert Johan Esselink ('s-Heerenberg, 16 agosto 1999) è un calciatore olandese, difensore del Dundee United.

## Carriera
Cresciuto nel settore giovanile del De Graafschap, nel periodo trascorso con il club di Doetinchem si è rotto il legamento crociato anteriore di entrambe le ginocchia, rimanendo fermo per 22 mesi a causa di questi infortuni; il 15 luglio 202 viene tesserato dal PAEEK Kerynias, con cui inizia la carriera professionistica. Con i bianconeri vince il campionato di B' Katīgoria, venendo promosso nella massima serie cipriota; il 9 gennaio 2022 viene acquistato dall'APOEL, con cui si lega fino al 2024. Il 16 agosto seguente passa in prestito all'Olympiakos Nicosia; il 3 luglio 2023 si trasferisce allo Stal Mielec, con cui firma un annuale. Subito impostosi come titolare nel ruolo, il 9 aprile 2024 prolunga per un'altra stagione con i polacchi.
Dopo aver lasciato i biancoblù in seguito alla retrocessione in I liga, il 27 giugno 2025 firma un biennale con opzione con il Dundee United.

## Statistiche

### Presenze e reti nei club
Statistiche aggiornate al 28 luglio 2025.
| Stagione              | Squadra               | Campionato            | Campionato | Campionato | Coppe nazionali | Coppe nazionali | Coppe nazionali | Coppe continentali | Coppe continentali | Coppe continentali | Altre coppe | Altre coppe | Altre coppe | Totale | Totale | Totale |
| Stagione              | Squadra               | Comp                  | Pres       | Reti       | Comp            | Pres            | Reti            | Comp               | Pres               | Reti               | Comp        | Pres        | Reti        | Pres   | Reti   |        |
| --------------------- | --------------------- | --------------------- | ---------- | ---------- | --------------- | --------------- | --------------- | ------------------ | ------------------ | ------------------ | ----------- | ----------- | ----------- | ------ | ------ | ------ |
| 2020-2021             | PAEEK Kerynias        | B                     | 32         | 3          | CC              | 2               | 0               | -                  | -                  | -                  | -           | -           | -           | 34     | 3      |        |
| 2021-gen. 2022        | PAEEK Kerynias        | A                     | 14         | 2          | CC              | 0               | 0               | -                  | -                  | -                  | -           | -           | -           | 14     | 2      |        |
| Totale PAEEK Kerynias | Totale PAEEK Kerynias | Totale PAEEK Kerynias | 46         | 5          |                 | 2               | 0               |                    | -                  | -                  |             | -           | -           | 48     | 5      |        |
| gen.-giu. 2022        | APOEL                 | A                     | 11         | 0          | CC              | 3               | 1               | -                  | -                  | -                  | -           | -           | -           | 14     | 1      |        |
| 2022-2023             | Olympiakos Nicosia    | A                     | 29         | 4          | CC              | 4               | 0               | -                  | -                  | -                  | -           | -           | -           | 33     | 4      |        |
| 2023-2024             | Stal Mielec           | EK                    | 26         | 2          | CP              | 2               | 0               | -                  | -                  | -                  | -           | -           | -           | 28     | 2      |        |
| 2024-2025             | Stal Mielec           | EK                    | 28         | 0          | CP              | 0               | 0               | -                  | -                  | -                  | -           | -           | -           | 28     | 0      |        |
| Totale Stal Mielec    | Totale Stal Mielec    | Totale Stal Mielec    | 54         | 2          |                 | 2               | 0               |                    | -                  | -                  |             | -           | -           | 56     | 2      |        |
| 2025-2026             | Dundee Utd            | SP                    | 0          | 0          | CS+CdL          | 0+0             | 0               | UCoL               | 1                  | 0                  | -           | -           | -           | 1      | 0      |        |
| Totale carriera       | Totale carriera       | Totale carriera       | 140        | 11         |                 | 11              | 1               |                    | 1                  | 0                  |             | -           | -           | 152    | 12     |        |

## Palmarès

### Club

#### Competizioni nazionali
- B' Katīgoria: 1

PAEEK Kerynias: 2020-2021